# Oronogo
Oronogo est une ville du comté de Jasper, dans le Missouri, aux États-Unis,. Située au centre du comté, elle est incorporée en 1873.

## Démographie
Lors du recensement de 2010, la ville comptait une population de 2 381 habitants. Elle est estimée, en 2017, à 2 553 habitants.

### Source de la traduction
- (en) Cet article est partiellement ou en totalité issu de l’article de Wikipédia en anglais intitulé « Oronogo, Missouri » (voir la liste des auteurs).